# Filosofia della medicina
La filosofia della medicina è una branca della filosofia che esplora questioni di teoria, ricerca e pratica nel campo delle scienze della salute. Più specificamente si occupa di epistemologia, metafisica ed etica medica, che si sovrappone alla bioetica. La filosofia e la medicina, a partire dagli antichi Greci, sono a lungo state sovrapposte. Fu solo nel XIX secolo che si verificò la professionalizzazione della filosofia della medicina. Alla fine del XX secolo, molti filosofi e medici discussero intorno alla questione se la filosofia della medicina dovesse essere considerata un campo di studi autonomo rispetto alla filosofia e alla medicina. Da allora è stato raggiunto un consenso sul fatto che si tratta in realtà di una disciplina autonoma con la sua serie di problemi e domande specifiche. Negli ultimi anni hanno proliferato diversi corsi universitari, riviste, libri, libri di testo e convegni dedicati alla filosofia della medicina.

## Epistemologia
L’epistemologia è la branca della filosofia che si occupa della conoscenza. Le domande più frequenti di cui si occupa sono «Che cos'è la conoscenza?», «Come facciamo a sapere ciò che sappiamo?», «Che cosa sappiamo quando affermiamo di sapere?». I filosofi dividono la conoscenza in tre tipi: conoscenza diretta (by acquaintance), conoscenza pratica (know how) e conoscenza proposizionale. La conoscenza diretta consiste nell'entrare in contatto con un oggetto o un evento. In riferimento specifico alla filosofia della medicina, per esempio, un chirurgo dovrebbe conoscere l'anatomia umana prima di operare sul corpo. La conoscenza pratica consiste nell'utilizzare la conoscenza acquisita per eseguire un compito in maniera adeguata. Il chirurgo deve sapere come eseguire l'operazione prima di operare. La conoscenza proposizionale è esplicativa, riguarda determinate verità o fatti. Se il chirurgo sta operando sul cuore deve sapere che il cuore funziona in un certo modo prima di eseguire l'intervento.

## Metafisica
La metafisica è la branca della filosofia che esamina la natura fondamentale della realtà, incluse le relazioni tra mente e materia, sostanza e attributo, possibilità e attualità. Le domande più comuni poste specificamente all'interno della metafisica della medicina sono «Che cos'è la salute?» e «Che cos'è la malattia?». C’è un crescente interesse per la metafisica della medicina, in particolare intorno a questioni che riguardano la causalità. I filosofi della medicina sono interessati non solo al modo in cui si ottiene conoscenza medica, ma anche alla natura dei fenomeni che riguardano la medicina. Il tema della causalità è d'interesse perché lo scopo di gran parte della ricerca medica è stabilire relazioni causali, come, per esempio, cosa causa la malattia o cosa fa guarire le persone. I procedimenti scientifici utilizzati per ottenere conoscenza delle cause forniscono ulteriori informazioni sulla metafisica della causalità. Per esempio, la caratteristica distintiva degli studi controllati randomizzati (RCT) è che si ritiene stabiliscano relazioni causali, mentre gli studi osservazionali no. In questo caso, la causalità può essere considerata controfattualmente dipendente, vale a dire che il modo in cui gli studi randomizzati differiscono dagli studi osservazionali è che presentano un gruppo di controllo in cui l'intervento in questione non viene eseguito.

### Ontologia della medicina
Esiste un ampio corpus di testi dedicati all'ontologia della medicina. Ontologie di specifico interesse per la filosofia della medicina includono, per esempio: la rivoluzione ontologica che ha reso possibile, in generale, la scienza moderna; il dualismo cartesiano che rende possibile, in particolare, la medicina moderna; la concezione monogenetica di malattia che ha informato la medicina clinica per circa un secolo e anche i processi chimici e biologici che sono alla base della salute e della malattia in tutti gli organismi; l'ideazione di concetti come il «placebo» e l'«effetto placebo».

#### Dualismo cartesiano
Cartesio ha individuato le condizioni ontologiche per la medicina moderna separando il corpo dalla mente: la mente è superiore al corpo in quanto garantisce l'unicità dell'anima umana (ambito della teologia), il corpo è inferiore alla mente in quanto è mera materia. La medicina ha indagato il corpo semplicemente come macchina. Mentre il dualismo cartesiano domina gli approcci clinici alla ricerca e al trattamento medico, la legittimità della divisione tra mente e corpo è stata duramente messa in discussione da diverse prospettive.

#### Nosologia e concezione monogenica della malattia
La medicina moderna, a differenza della medicina galenica (che si occupava degli umori), è meccanicistica. Per esempio, quando un frammento di materia solida come un veleno o un parassita entra in contatto con un altro frammento di materia penetrando nel corpo umano, questo innesca una catena di movimenti che danno luogo a una malattia, proprio come quando una palla da biliardo urta contro un'altra e quest'ultima, a causa di ciò, si mette in moto. Quando il corpo umano è esposto all’agente patogeno, si ammala; entra così in gioco la nozione di entità patologica. A seguito dello sviluppo della medicina moderna, in particolare tra la fine del XIX secolo e il XX, all'interno della nosologia l'approccio più efficace è risultato quello basato sull'eziologia, così come avviene nella concezione monogenica della malattia, che si occupa non solo di agenti infettivi (batteri, virus, funghi, parassiti, prioni, ecc.), ma anche di fattori genetici e veleni. Mentre la medicina clinica si occupa dei problemi di salute del singolo paziente quando è stato colpito dalla malattia, l'epidemiologia si occupa dei pattern di diffusione delle malattie all'interno delle popolazioni al fine di studiarne le cause e come gestire, controllare e risolvere i problemi individuati.
La medicina clinica, come detto in precedenza, utilizza un approccio riduzionista alla malattia, basato in ultima analisi sul dualismo cartesiano, secondo il quale per studiare correttamente il corpo dal punto di vista medico è necessario studiarlo come se fosse una macchina. Una macchina può essere esaustivamente scomposta nelle sue parti componenti e nelle loro rispettive funzioni; allo stesso modo, l’approccio dominante alla ricerca clinica e alla cura presuppone che il corpo umano possa essere scomposto e analizzato nelle sue parti componenti e nelle loro rispettive funzioni, come i suoi organi interni ed esterni, i tessuti e le ossa di cui questi sono costituiti, le cellule che compongono i tessuti, le molecole che costituiscono le cellule, fino agli atomi che compongono le molecole.

#### Placebo
I placebo e gli effetti placebo hanno generato negli anni grande confusione concettuale sulla loro natura. Le definizioni esemplificative di un placebo possono riferirsi alla sua inerzia o inattività farmacologica in relazione alle condizioni per le quali è somministrato. Allo stesso modo, le definizioni esemplificative degli effetti placebo possono fare riferimento alla soggettività o alla non specificità di tali effetti. Questo tipo di definizioni suggerisce che quando viene somministrato un placebo ci si può semplicemente sentire meglio senza che si stia "realmente" meglio.
Le varie distinzioni in gioco in questi tipi di definizione (tra attivo e inattivo o inerte, specifico e non specifico, soggettivo e oggettivo, ecc.) sono state problematizzate da diversi punti di vista. Per esempio, se i placebo sono inattivi o inerti, come possono causare effetti placebo? Più in generale, esistono prove scientifiche, provenienti da ricerche che studiano il fenomeno del placebo, che dimostrano che, per determinate condizioni (come il dolore), gli effetti placebo possono essere sia specifici che oggettivi nel senso convenzionale.
Altri tentativi di definire i placebo e gli effetti placebo spostano quindi l’attenzione da queste distinzioni agli effetti terapeutici causati o modulati dal contesto in cui viene erogato un trattamento e dal significato che i diversi aspetti del trattamento hanno per i pazienti.
I problemi che sorgono dalle definizioni del placebo e dei suoi effetti possono essere considerati l'eredità del dualismo cartesiano, in base al quale mente e materia sono intese come due sostanze diverse. Inoltre, il dualismo cartesiano può condurre a una forma di materialismo che permette alla materia di avere un effetto su altra materia, o addirittura alla materia di agire sulla mente (come sostiene l'epifenomenismo, che è la ragion d'essere della psicofarmacologia), ma non permette alla mente di avere alcun effetto sulla materia. Ciò significa quindi che la scienza medica ha difficoltà a prendere in considerazione anche solo la possibilità che gli effetti placebo siano reali e possano essere oggettivamente determinabili. Tuttavia tali resoconti, il cui valore non sembra contestabile, rappresentano una minaccia per il materialismo di matrice cartesiana che fornisce fondamento ontologico alla biomedicina, soprattutto in ambito clinico.

## Come i medici praticano la medicina

### Medicina basata sulle evidenze
La medicina basata sulle evidenze (EBM) è sostenuta dalle conoscenze su questioni cliniche chiave come gli effetti degli interventi medici, l’accuratezza dei test diagnostici e il valore predittivo dei marcatori prognostici. L’EBM fornisce un esempio di come la conoscenza medica possa essere applicata per l’assistenza clinica. L’EBM non solo fornisce ai medici specialisti una strategia per una migliore pratica basata sulle evidenze, ma anche un campo di prova per l'analisi filosofica dell'evidenza.
L'interesse per l'analisi filosofica dell'EBM ha portato i filosofi a considerare la natura della gerarchia delle evidenze dell'EBM, ossia la classificazione dei diversi tipi di metodologia di ricerca in base al peso probatorio relativo che forniscono. Mentre Jeremy Howick fornisce una difesa critica dell’EBM, la maggior parte dei filosofi ha sollevato dubbi sulla sua legittimità. Le domande chiave poste sulle gerarchie delle evidenze riguardano: la legittimità delle metodologie di classificazione nei termini del sostegno che forniscono; come casi di metodi particolari possono cambiare posizione in una gerarchia; come dovrebbero essere combinati diversi tipi di prove, provenienti da diversi livelli delle gerarchie. I critici della ricerca medica hanno sollevato numerose questioni riguardanti la sua inaffidabilità.
Sono state inoltre esaminate le virtù epistemologiche di specifici aspetti della metodologia degli studi clinici, in particolare l'importanza assegnata alla randomizzazione, la nozione di esperimento in doppio cieco e l'uso di un gruppo di controllo del placebo.

## Importanti filosofi della medicina
- Dario Antiseri
- Georges Canguilhem
- Nancy Cartwright
- Hugo Tristram Engelhardt Jr.
- Fred Gifford
- Havi Carel
- Donald A. Gillies
- Jeremy Howick
- Hilde Lindemann
- David Magnus
- Randolph M. Nesse
- Kazem Sadegh-Zadeh
- Kenneth F. Schaffner
- Miriam Solomon
- David Papineau
- Edmund Pellegrino
- John Worrall
- Elisabetta Lalumera